# Claver
Claver è una municipalità di quarta classe delle Filippine, situata nella Provincia di Surigao del Norte, nella Regione di Caraga.
Claver è formata da 14 baranggay:
- Bagakay (Pob. West)
- Cabugo
- Cagdianao
- Daywan
- Hayanggabon
- Ladgaron (Pob.)
- Lapinigan
- Magallanes
- Panatao
- Sapa
- Taganito
- Tayaga (Pob. East)
- Urbiztondo
- Wangke